# Петер Плацер
Петер Плацер (29. мај 1910. — 13. децембар 1959) био је аустријски фудбалски голман који је играо за Аустрију на Светском првенству у фудбалу 1934. Касније је одиграо две утакмице за Немачку.